# Панюшкин, Иван Трофимович
Иван Трофимович Панюшкин (2 мая 1901, Нижне-Мальцево, Рязанская губерния  — 19 апреля 1968, Загорск, Московская область) — советский военачальник, генерал-майор (23 ноября 1943), участник Советско-финской и Великой Отечественной войн.

## Биография
С 1918 года занимал военно-политические должности в Рабоче-крестьянской Красной армии. В НКВД был командиром взвода охраны на военном заводе в городе Дзержинск Нижегородской губернии. В 1939—1940 годах был участником Советско-финляндской воины. В сентябре 1941 года был назначен военкомом 21- й дивизии внутренних войск НКВД.С 15 января 1942 года был членом военного совета 42-й армии Ленинградского фронта. Умер в 1968 в Загорске (ныне Сергиев Посад) и похоронен на старом кладбище города.

## Воинские звания
- бригадный комиссар (16.07.1939);

- полковник (05.12.1942);

- генерал-майор (23.11.1943).

## Награды
- Орден Ленина[1];
- 3 Ордена Красного Знамени (1940; 21.02.1944; 03.11.1944)[2][3][4];
- Орден Отечественной войны I степени (29.06.1945)[5];
- Медаль «За оборону Ленинграда»[6]
- Медаль «За победу над Германией в Великой Отечественной войне 1941—1945 гг.»[6]